# Miguel Ángel Peña Agüeros
Miguel Ángel Peña Agüeros (Madrid, Madrid, 20 de agosto de 1964) es un escritor español de materiales didácticos para la enseñanza del árabe como lengua extranjera, Árabe/LE.

## Biografía
Estudió en la Universidad Autónoma de Madrid, licenciándose en Filosofía y Letras, especialidad de Árabe, Islam y Estudios Orientales.
Desde que se licenció se ha dedicado a la enseñanza de idiomas. Fue profesor de español en el Centro Cultural Español de Amán (actual Instituto Cervantes) y profesor de español en el Departamento de Lenguas de la Universidad Jordana. 
De vuelta a España, se ha dedicado a la enseñanza del árabe. Primero como becario en el Dto. de Árabe de la Universidad Autónoma de Madrid (U.A.M.) y posteriormente en el cuerpo de profesores de Escuelas Oficiales de Idiomas de la Administración del Estado. Actualmente, es profesor en el Departamento de Árabe de la Escuela Oficial de Idiomas Jesús Maestro, en Madrid. 
Durante su continua formación ha pasado por los siguientes países árabes: Marruecos, Túnez, Libia, Egipto, Jordania, Siria, Líbano, Yemen y Emiratos Árabes Unidos. 
Además de árabe estándar ha realizado cursos de árabe dialectal oriental en centros privados de la zona y de árabe dialectal marroquí en la Universidad de Ibn Zohr en Agadir (Marruecos) y cuenta con la certificación superior otorgada en Escuelas Oficiales de Idiomas en inglés y francés. 
Ha recibido becas de formación del Instituto de Cooperación con el Mundo Árabe, y del Ministerio de Educación y Ciencia recibió una beca de Formación de Profesorado Universitario que le permitió contactar con investigadores del mundo árabe como Elizabeth Picard, (miembro del Centre d'Etudes et de Recherches Internationales en la Fondation National des Sciences Politiques de París), Nadim Shehade (entonces director del Centro de Estudios Libaneses en el St. Anthony College de Oxford) y Fida Nasrallah (investigadora asociada en este mismo centro).

## Obras
- Beirut, historia de una ciudad plural ISBN 9788487291821, 1996
- An-nafura A1 Pack libro del alumno, libro de ejercicios y un cd audio ISBN 9788461260621, 2007
- An-nafura A1, Audiciones del Libro del Alumno ISBN 9788461190607, 2007
- An-nafura A1, Libro del Profesor ISBN 9788461190614, 2007
- Al-yadual A2 Pack libro del alumno, libro de ejercicios y un cd audio ISBN 9788461260645, 2008
- Al-yadual A2, Audiciones del Libro del Alumno ISBN 9788461260676, 2008
- Al-yadual A2, Libro del Profesor ISBN 9788461269891, 2008
- Archivo del verbo árabe ISBN 9788461215515, 2008
- English Arabic Glossary ISBN 9788461217205, 2008
- Glosario del árabe al español, francés e inglés ISBN 9788461270187, 2008
- Glosario Español - Árabe ISBN 9788461217236, 2008
- Glossaire Français - Arabe ISBN 9788461217212, 2008
- Ash-shallal B1 Pack libro del alumno + 2 cd audio ISBN 9788493741075, 2010
- Al-qutayrat al-bayda B2 Lengua árabe ISBN 9788494051944, 2013
- Al-qutayrat al-hamra B2 Lengua árabe ISBN 9788494051937, 2013
- Al-qutayrat al-khadra B2 Lengua árabe ISBN 9788494051951, 2013
- Al-qutayrat as-safra B2 Lengua árabe ISBN 9788494051920, 2013
- Al-qutayrat as-sawda B2 Lengua árabe ISBN 9788494051968, 2013
- Al-qutayrat az-zarqa B2 Lengua árabe ISBN 9788494051913, 2013
- An-nafura A1, Arabic language - Teacher’s guide ISBN 9788494051982, 2014
- Al-yadual A2, Arabic language - Teacher’s guide ISBN 9788494051999, 2014
- As-saqiya A1, Lengua árabe - Libro del alumno ISBN 9788416314027, 2015
- As-saqiya A1, Lengua árabe - Guía ISBN 9788416314041, 2015
- An-nahr A2, Lengua árabe - Libro del alumno ISBN 9788416314034, 2015
- An-nahr A2, Lengua árabe - Guía ISBN 9788416314058, 2015
- Ar-rafid A2+, Lengua árabe - Libro del alumno ISBN 9788416314065, 2016

### Colaboraciones
- Al-ayn A1-, Curso de árabe prebásico (libro + DVD) ISBN 9788493741006, 2009

### Traducciones
- Encuentro de Liana Badr. Publicado por ICARIA bajo el título Escritoras Árabes, Barcelona, 1999.
- En Ceuta y en Melilla, como en Hong Kong y Gibraltar, la tierra no es para quien la habita Muhammad Al-`Arabî AL-MASÂRÎ, su'ûn magribîya, n.º 16, oct., 1997.
- «Coalición por Melilla» un modelo alternativo para los aspirantes al decorado Tisîr `ULWANI, "", su'ûn magribîya, n.º 17, nov., 1997.
- La asociación islámica Badr necesita apoyo urgente, Liqâ' al-su`ûb, n.º 11-12, nov., 1997.
- La apertura: los partidos, las elecciones, la democracia y lo tamazig Traducción del editorial del periódico marroquí Twiza, nov., 97, publicada en el dominical del periódico del 14.11.97.
- La rayuela Traducción del relato corto de Yihâd `Abd Al-yabbâr Al-Kabîsî, de una colección de relatos titulada Al-'Itiâr [La agonía]; publicada en el dominical del periódico del 28.6.98.

### Artículos
- Modelo de Unidad Didáctica para Escuelas Oficiales de Idiomas. Enmare, n.º 10 (junio-1996): p. 53 - 65.
- El aspecto positivo de la libanización.] febrero de 1997.